# Peter Zaremba
Peter Timothy Zaremba, detto Pete (Aliquippa, 7 aprile 1908 – Kingwood, 17 settembre 1994), è stato un martellista statunitense, medaglia di bronzo ai Giochi olimpici di Los Angeles 1932.

## Palmarès
| Anno | Manifestazione  | Sede        | Evento              | Risultato | Prestazione | Note |
| ---- | --------------- | ----------- | ------------------- | --------- | ----------- | ---- |
| 1932 | Giochi olimpici | Los Angeles | Lancio del martello | Bronzo    | 50,33 m     |      |